# Sirjansland
Sirjansland est un village appartenant à la commune néerlandaise de Schouwen-Duiveland, situé dans la province de la Zélande. Le 2 janvier 2008, le village comptait 363 habitants.
Sirjansland était une commune indépendante jusqu'au 1er janvier 1816. À cette date, la commune a été rattachée à Oosterland.